# 格莱美奖年度专辑
格莱美奖年度专辑（英語：Grammy Award for Album of the Year）是美国国家录音艺术科学学院颁发的奖项，意在“表彰唱片工业界的艺术成就、技术成果和整体的卓越贡献，而不论专辑销量、榜单排名和评价”。年度专辑奖项是格莱美奖最具威望的奖项，也是格莱美奖的通项奖项之一（另三项分别为年度歌曲、年度制作和最佳新人奖）。年度专辑自1959年第1届格莱美奖起开始颁发。

## 颁奖规则
年度专辑奖项表彰一整张专辑的内容，目前，奖项会颁发给对专辑有贡献的艺人、客串艺人、制作人、词曲作者、母带工程师、录音/混音工程师。这和年度制作奖项有些类似，只不过年度制作奖项仅表彰专辑中的一首歌曲，颁给该首歌的演唱艺人、制作人、录音/混音工程师。
年度专辑奖项在不同年份的颁奖对象有所改变：
- 1959—1965年：专辑艺人。
- 1966—1998年：专辑艺人、制作人。
- 1999—2002年：专辑艺人、制作人、录音/混音工程师。
- 2003—2017年：专辑艺人、客串艺人、制作人、母带工程师、录音/混音工程师。
- 2018—2020年：专辑艺人、制作人、词曲作者（限新创作内容）、母带工程师、录音/混音工程师（获奖者参与内容需占专辑总时长的33%以上）。
- 2021—2023年：专辑艺人、客串艺人、制作人、词曲作者（限新创作内容）、母带工程师、录音/混音工程师（不论创作内容多少）。
- 2024年至今：专辑艺人、客串艺人、制作人、词曲作者（限新创作内容）、母带工程师、录音/混音工程师（获奖者参与内容需占专辑总时长的20%以上）。

自2019年第61屆格萊美獎起，该奖项提名扩大到八张专辑；2022年第64屆格萊美獎起，提名扩展到十张专辑。2024年第66屆葛萊美獎起，提名缩小回八张专辑。